# 卡納拉納 (馬托格羅索州)
卡納拉納（葡萄牙語：Canarana），是巴西的城鎮，位於該國中部，由馬托格羅索州負責管轄，始建於1975年2月15日，面積10,882平方公里，海拔高度200米，2010年人口18,754，人口密度每平方公里1.72人。